# Zeměpisné rekordy světa
Tento článek je seznamem zeměpisných rekordů planety Země.

## Rekordy podlekontinentů
| Kontinent                                     | Nadmořská výška                                           | Nadmořská výška                                                                             | Rekordní teplota                                            | Rekordní teplota                                          | Průměrné roční srážky                      | Průměrné roční srážky        |
| Kontinent                                     | Nejvyšší                                                  | Nejnižší                                                                                    | Nejvyšší                                                    | Nejnižší                                                  | Nejvyšší                                   | Nejnižší                     |
| --------------------------------------------- | --------------------------------------------------------- | ------------------------------------------------------------------------------------------- | ----------------------------------------------------------- | --------------------------------------------------------- | ------------------------------------------ | ---------------------------- |
| Asie                                          | 8849 m n. m. Mount Everest, Nepál – Tibet, Čína           | −430 m n. m. hladina Mrtvého moře, Izrael – Jordánsko                                       | 53,9 °C Tirat Cvi, Izrael 21. června 1942                   | −67,8 °C Změřeno Verchojansk, Sibiř, Rusko 7. února 1892  | 11 430 mm Čérápuňdží, Indie                | 45,7 mm Aden, Jemen          |
| Asie                                          | 8849 m n. m. Mount Everest, Nepál – Tibet, Čína           | −430 m n. m. hladina Mrtvého moře, Izrael – Jordánsko                                       | 53,9 °C Tirat Cvi, Izrael 21. června 1942                   | −71,2 °C Vypočteno Ojmjakon, Sibiř, Rusko 26. ledna 1926  | 11 430 mm Čérápuňdží, Indie                | 45,7 mm Aden, Jemen          |
| Afrika                                        | 5895 m n. m. Kilimandžáro, Tanzanie                       | −156 m n. m. jezero Asal, Džibutsko                                                         | 55,5 °C Kebili, Tunisko 7. července 1931                    | −23,9 °C Ifrane, Maroko 11. února 1935                    | 10 470 mm Debunsha, Kamerun                | 0,5 mm Dachla, Egypt         |
| Severní Amerika                               | 6190 m n. m. Denali (Mount McKinley), Aljaška, USA        | −86 m n. m. Údolí smrti, Kalifornie, USA                                                    | 56,7 °C Údolí smrti, Kalifornie, USA 10. července 1913      | −63,0 °C Snag, Yukon, Kanada 3. února 1947                | 6657 mm Henderson Lake, Kanada             | 30,5 mm Los Bataques, Mexiko |
| Severní Amerika                               | 6190 m n. m. Denali (Mount McKinley), Aljaška, USA        | −86 m n. m. Údolí smrti, Kalifornie, USA                                                    | 56,7 °C Údolí smrti, Kalifornie, USA 10. července 1913      | −66 °C North Ice, Grónsko 9. ledna 1954                   | 6657 mm Henderson Lake, Kanada             | 30,5 mm Los Bataques, Mexiko |
| Jižní Amerika                                 | 6961 m n. m. Aconcagua, Mendoza, Argentina                | −105 m n. m. Laguna del Carbón, Argentina                                                   | 48,9 °C Rivadavia, Argentina 11. prosince 1905              | −33,0 °C Sarmiento, Argentina 1. června 1907              | 8892 mm Quibdó, Kolumbie                   | 0,8 mm Arica, Atacama, Chile |
| Antarktida                                    | 4897 m n. m. Vinson Massif                                | −2540 m n. m. Bentley Subglacial Trench                                                     | 18,3 °C Esperanza 8. února 2020                             | −93,2 °C Dome A 10. srpna 2010                            |                                            |                              |
| Evropa                                        | 5642 m n. m. Elbrus, Kavkaz, Rusko                        | −28 m n. m. hladina Kaspického moře, Rusko – Írán – Turkmenistán – Ázerbájdžán – Kazachstán | 52,0 °C Amareleja, Portugalsko 5. července 2010             | −58,1 °C Usť-Ščugor, Rusko 31. prosince 1978              | 4624 mm Crkvice, Boka Kotorska, Černá Hora | 163 mm Astrachaň, Rusko      |
| Evropa                                        | 4808 m n. m. Mont Blanc, Alpy, Francie – Itálie           | −28 m n. m. hladina Kaspického moře, Rusko – Írán – Turkmenistán – Ázerbájdžán – Kazachstán | 52,0 °C Amareleja, Portugalsko 5. července 2010             | −58,1 °C Usť-Ščugor, Rusko 31. prosince 1978              | 4624 mm Crkvice, Boka Kotorska, Černá Hora | 163 mm Astrachaň, Rusko      |
| Austrálie                                     | 2228 m n. m. Mount Kosciuszko, Nový Jižní Wales           | −12 m n. m. Eyreovo jezero, Jižní Austrálie                                                 | 50,7 °C Cloncurry, Queensland 16. ledna 1889*               | −23,0 °C Charlotte Pass, Nový Jižní Wales 29. června 1994 | 11 680 mm Waialeale, Havajské ostrovy, USA | 103 mm Mulka, Austrálie      |
| Oceánie                                       | 4884 m n. m. Carstensz Pyramid (Puncak Jaya), Nová Guinea | hladina moře                                                                                | 42,4 °C Awatere River a Rangiora, Nový Zéland 7. února 1973 | −21,6 °C Ophir, Nový Zéland 3. července 1995              | 11 680 mm Waialeale, Havajské ostrovy, USA | 103 mm Mulka, Austrálie      |
| Tučný text označuje největší extrémy na Zemi. |                                                           |                                                                                             |                                                             |                                                           |                                            |                              |

| Nejvyšší sopka                          | 6893 m n. m. Ojos del Salado, Andy, Argentina – Chile                                     |
| Největší poušť                          | 14 200 000 km2 Antarktická poušť                                                          |
| Největší ostrov                         | 2 130 750 km2 Grónsko, Dánsko                                                             |
| Největší neobydlený ostrov              | 55 247 km2 Devon, Kanadské arktické souostroví, Nunavut, Kanada                           |
| Největší poloostrov                     | 2 780 000 km2 Arabský poloostrov, Saúdská Arábie – Omán – Jemen – Spojené arabské emiráty |
| Největší jezero                         | 371 000 km2 Kaspické moře, Rusko – Írán – Turkmenistán – Ázerbájdžán – Kazachstán         |
| Největší sladkovodní jezero             | 82 414 km2 Hořejší jezero, Kanada – USA                                                   |
| Nejhlubší jezero                        | 1637 m Bajkal, Sibiř, Rusko                                                               |
| Řeka s nejvyšším průtokem vody          | 220 000 m3/s Amazonka, Brazílie                                                           |
| Řeka s největším povodím                | 7 050 000 km2 Amazonka, Brazílie – Kolumbie – Peru                                        |
| Nejdelší řeka                           | 7025 km Amazonka – Ucayali – Tambo – Ene – Apurímac, Brazílie – Kolumbie – Peru           |
| Nejdéle zamrzající řeka                 | 203 dní doba trvání ledového příkrovu, řeka Lena, Sibiř, Rusko                            |
| Nejvyšší vodopád                        | 983 m Tugela, řeka Tugela, Jihoafrická republika, výška nejvyššího stupně 411 m           |
| Vodopád s nejvyšším vodním průtokem     | 35 110 m3/s Chutes Livingstone, řeka Kongo, Demokratická republika Kongo                  |
| Nejvyšší naměřené srážky za jeden rok   | 22 987 mm Čérápuňdží, Indie, 1860–1861                                                    |
| Nejvyšší naměřené srážky za jeden měsíc | 9300 mm Čérápuňdží, Indie, červenec 1861                                                  |
| Nejvyšší zcela svislá stěna             | 1250 m Mount Thor, Auyuittuq National Park, Baffinův ostrov, Nunavut, Kanada              |
| Nejvyšší takřka svislá stěna            | 1340 m Great Trango Tower, Pákistán (vrchol v nadmořské výšce 6286 m n. m.)               |

### Podzemí
| Nejdelší jeskyně                       | 579 364 m Mamutí jeskyně, Kentucky, USA                                     |
| Nejdelší sádrovcová jeskyně            | 214 000 m jeskyně Optymistyčna, Ukrajina                                    |
| Nejhlubší zatopená sladkovodní jeskyně | zatím 473,5 m Hranická propast, Hranice,Česko                               |
| Nejdelší zatopená jeskyně              | 61 143 m Nohoch Nah Chich, Mexiko                                           |
| Nejhlubší jeskyně                      | 2140 m jeskyně Voronija, masív Arabika, západní Kavkaz, Abcházie, Gruzie    |
| Nejhlubší svislý stupeň                | 1 026 m jeskyně Tian Xing, Čína                                             |
| Největší jeskynní prostora             | 700 × 396 × 70 m Sarawak Chamber, jeskyně Gua Nasib Bagus, Borneo, Malajsie |

## Nejhlubší místa oceánů
| Atlantský oceán                                          | 8648 m prohlubeň Milwaukee, Portorický příkop                              |
| Severní ledový oceán                                     | 5450 m Litkeho hlubina, Euroasijská pánev                                  |
| Indický oceán                                            | 8047 m prohlubeň Diamantina, příkop Diamantina, jihovýchodní Indická pánev |
| Středozemní moře                                         | 5267 m prohlubeň Calypso, Jónská pánev                                     |
| Tichý oceán                                              | 10 994 m prohlubeň Challenger, Marianský příkop                            |
| Tučně je označeno nejhlubší místo ve světových oceánech. |                                                                            |

## Nejchladnější a nejteplejší obydlená místa na Zemi
| Nejteplejší obydlené místo   | Mekka, Saúdská Arábie, průměrná teplota dosahuje 30,8 °C                                                                     |
| Nejchladnější obydlené místo | Eureka, Nunavut, Kanada, průměrná teplota dosahuje −19,7 °C Ojmjakon, nejnižší naměřená teplota −71,2 °C (průměrná −15,9 °C) |

## Nejsevernější a nejjižnější pevnina na Zemi
| Nejsevernější místo na zemi               | ostrov Kaffeklubben, východně od Grónska, 83° 40′ s. š. 29° 50′ z. d. potenciálně 83-42 |
| Nejjižnější místo na zemi                 | Jižní pól                                                                               |
| Nejjižnější místo na zemi mimo Antarktidu | mys Froward, Chile                                                                      |

## Nejdelší přímá cesta
Nejdelší přímá cesta po moři měří 32 089 kilometrů; po souši 11 241 km.